# Anadenanthera peregrina
Anadenanthera peregrina es una especie arbórea perenne de la familia Fabaceae, originaria de regiones tropicales de América del Sur y el Caribe. Recibe diversos nombres comunes según el contexto geográfico y cultural, tales como yopo, cohoba, niopo del Orinoco, guayo colorado, parica, mopo, sacona y tamarindo de teta. La especie es ampliamente reconocida por su uso tradicional en la preparación de rapés enteogénicos entre distintos pueblos indígenas sudamericanos y caribeños.

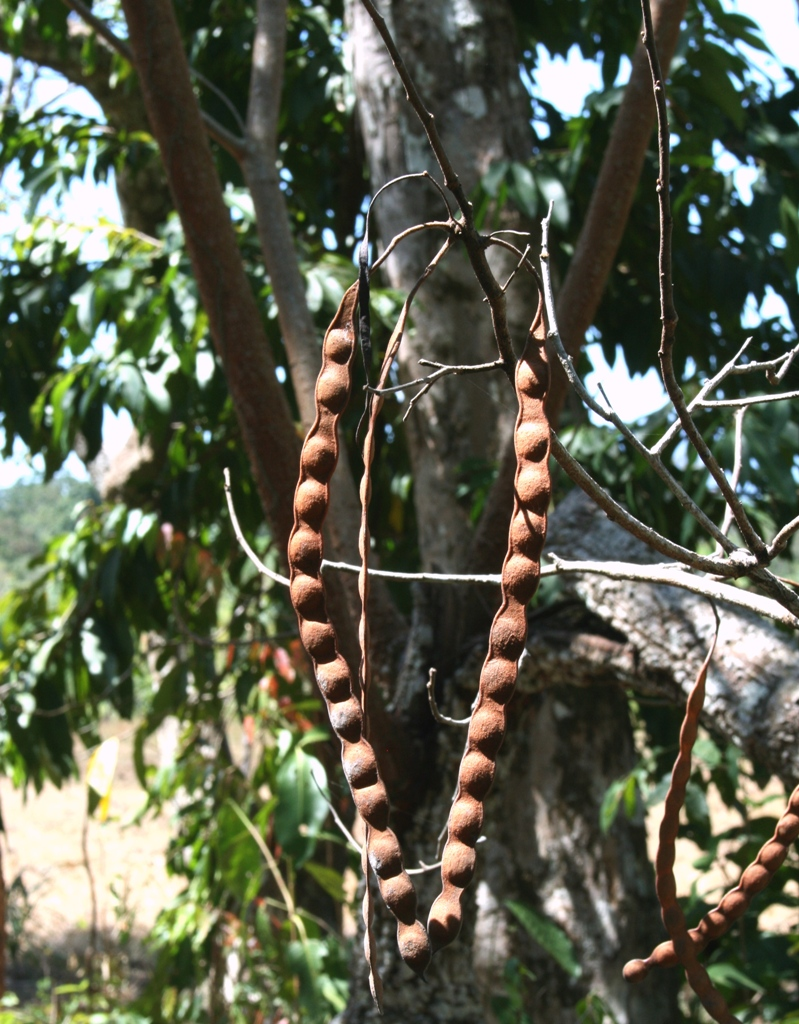
Fruto

## Descripción
Anadenanthera peregrina es un árbol perennifolio de la familia Fabaceae que puede alcanzar entre 8 y 20 metros de altura. Presenta un tronco recto, con corteza grisácea y agrietada, y ramas que forman una copa extendida. Las hojas son compuestas bipinnadas, con 4 a 9 pares de pinnas, cada una de ellas con numerosos foliolos opuestos, de forma oblonga, margen entero y color verde oscuro brillante.

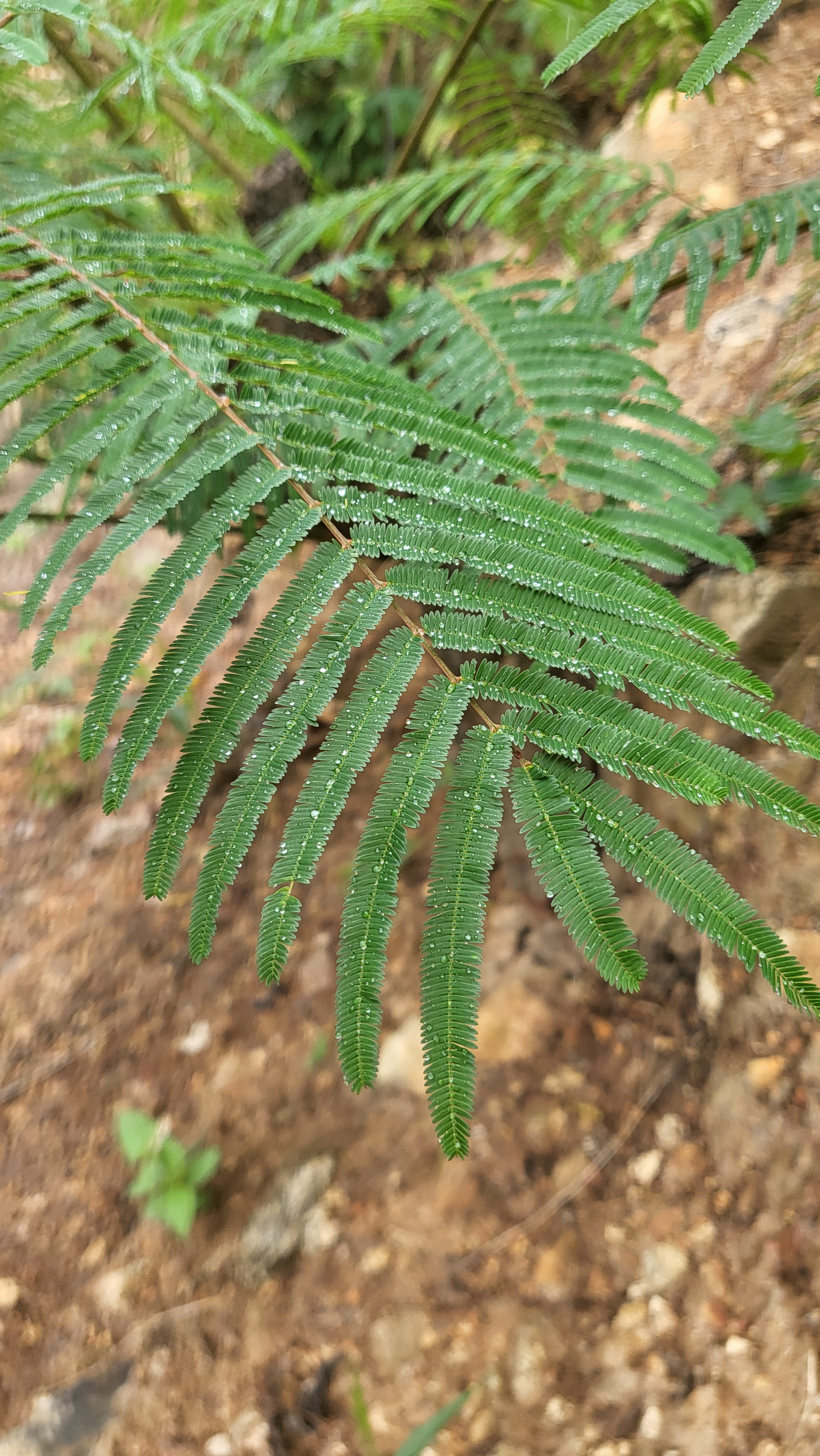
Anadenanthera peregrina: detalle de las hojas.

Las flores son hermafroditas, pequeñas y de simetría radial, organizadas en inflorescencias globosas o en espigas axilares. Suelen ser de color blanco o amarillo pálido. El fruto es una legumbre leñosa y plana, de hasta 30 cm de largo, que se abre por ambos lados al madurar. Contiene entre 8 y 15 semillas de forma discoide, duras y brillantes, utilizadas tradicionalmente para la preparación del rapé conocido como yopo.

## Distribución y hábitat
Esta especie está distribuida de forma natural en regiones tropicales de Sudamérica y el Caribe. Se encuentra en la cuenca del río Orinoco (Venezuela y Colombia), la franja costera del norte de Venezuela, las sabanas de Guyana y Surinam, y en el noreste y centro de Brasil, especialmente en los márgenes de los ríos Branco, Negro y Madeira. También está presente en las Antillas, particularmente en Trinidad, Puerto Rico y La Española.
Crece en suelos bien drenados, a menudo en sabanas, bosques tropicales secos o zonas de transición húmeda. Se desarrolla desde el nivel del mar hasta aproximadamente 1200 metros de altitud. Comparte similitudes morfológicas con su especie hermana Anadenanthera colubrina, de la que se diferencia por ciertas características foliares, del fruto y por la composición química de sus alcaloides.

## Importancia económica y cultural
La Anadenanthera peregrina ha sido valorada durante siglos por múltiples pueblos indígenas de Sudamérica y el Caribe, tanto por su función ritual y espiritual como por su rol en prácticas medicinales y sociales. El uso de sus semillas en la preparación de un rapé enteógeno ha originado complejas tradiciones culturales que varían significativamente entre regiones y grupos étnicos.
En muchas de estas culturas, las semillas negras maduras de las vainas se tuestan y se majan en un mortero con cal, cenizas de hojas de árboles como Lecythidaceae sp. o de conchas de caracol, dando origen al preparado psicoactivo conocido como yopo.
Entre otras variantes, se ha documentado que los piaroa utilizan semillas verdes sin tostar, que se muelen en pilones y se mezclan con cenizas, junto con otros ingredientes. Si bien en algunos pueblos estas prácticas han disminuido por influencia misionera o procesos de transformación sociocultural, en otros casos —como en los piaroa, yanomamis y cuiva— se mantienen como expresiones vivas de identidad y resistencia cultural.

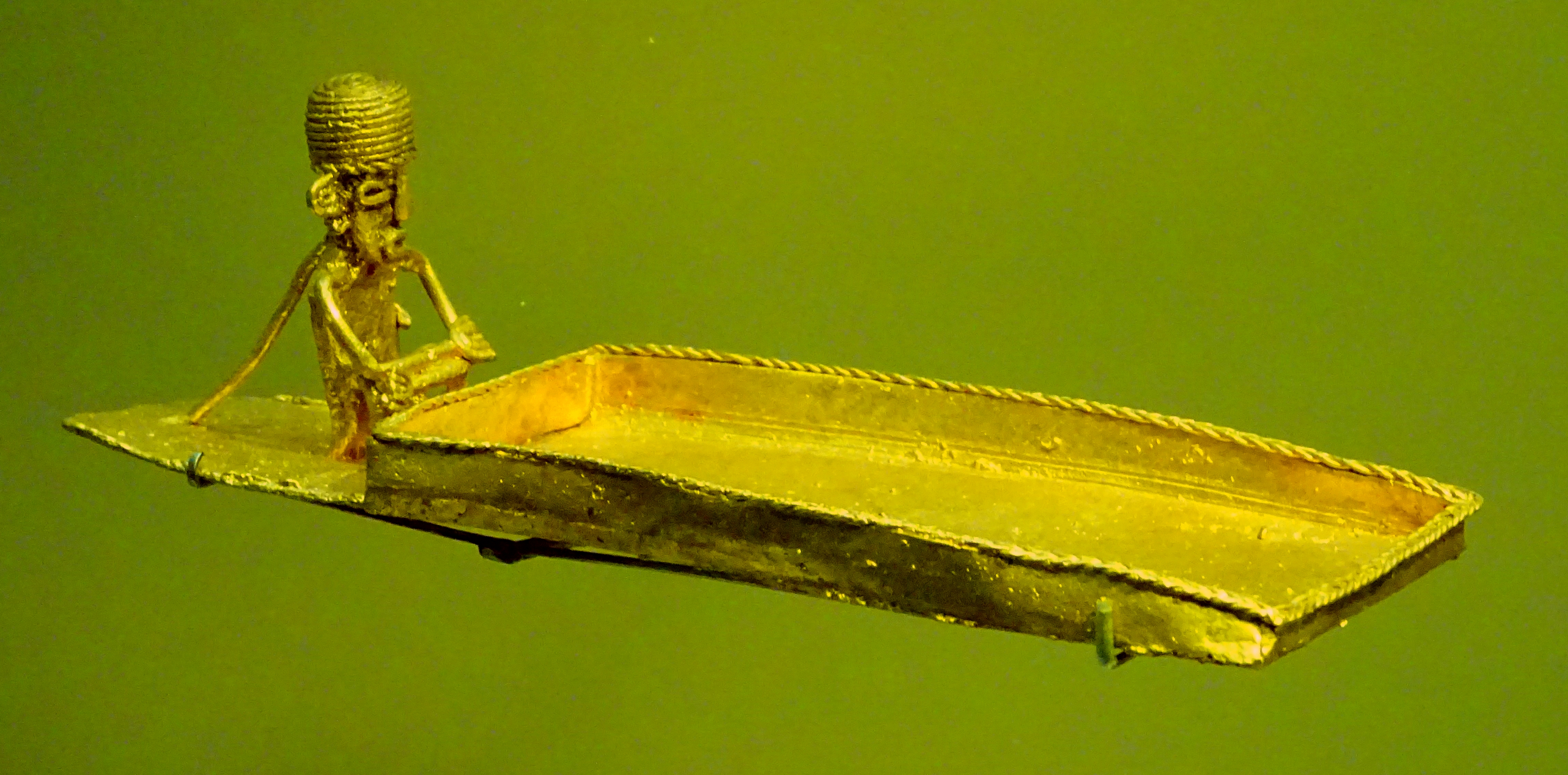
Muisca Bandeja Yopo - Museo del Oro - Bogotá

### Usos ancestrales
El yopo era inhalado por la nariz mediante inhaladores de cerámica o cañas de bambú en ceremonias religiosas, especialmente entre los taínos, en lo que se conoce como rito de la cohoba. También se han documentado usos rituales entre los pueblos piaroa, cuiva, yanomami, barasana, desana y tukano, donde el yopo se aspira o se sopla mediante tubos rectos o bifurcados hechos de huesos de aves o cañas vegetales en contextos chamánicos. El uso de este rapé forma parte de sistemas de conocimiento tradicional ligados a la espiritualidad, la medicina indígena y la cosmovisión.

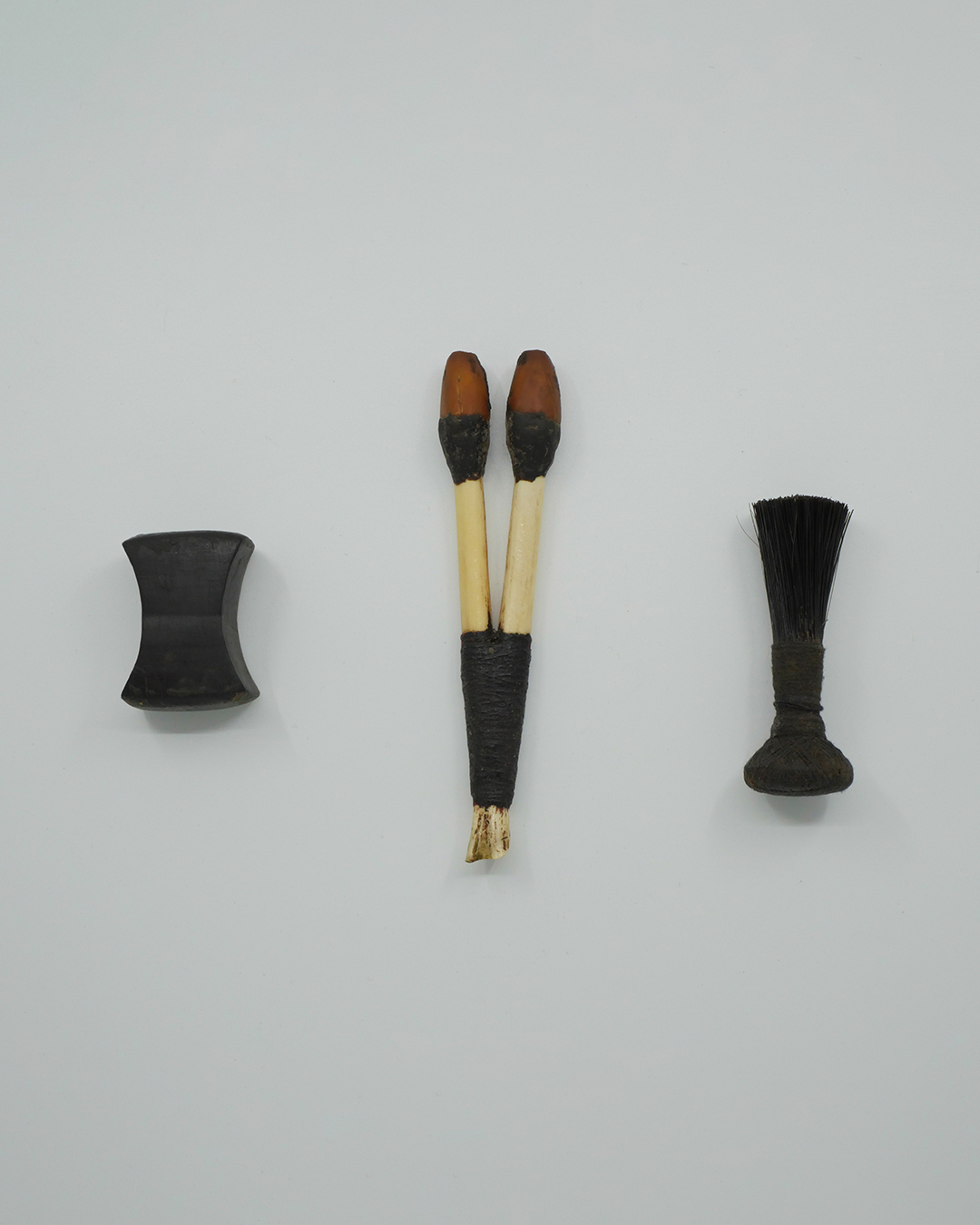
Instrumentos piaroa de yopo: tubos de hueso de ave, brocha y pisador ceremonial.

### Principios activos
Las semillas, corteza y, en menor medida, las hojas de Anadenanthera peregrina contienen varios alcaloides del grupo de las triptaminas con efectos psicodélicos:
- Bufotenina (5‑HO‑DMT): se considera el alcaloide más abundante en las semillas, alcanzando hasta el **7,4 % del peso seco**, según análisis químicos citados en fuentes etnobotánicas.[10][11]

- N,N‑Dimetiltriptamina (DMT): se encuentra en concentraciones menores, típicamente en torno al **0,16 % del peso seco** de las semillas.[12][13]

- 5‑MeO‑DMT (5‑metoxi‑DMT): presente en trazas muy pequeñas, alrededor del **0,04 % del peso seco**.[14]

- N‑metiltriptamina (NMT): también se detecta en cantidades menores, aunque es mucho menos estudiada.

La concentración de estos alcaloides varía significativamente según factores como la madurez de las semillas, el origen geográfico de la planta, la época de recolección y el método de preparación del rapé. Estudios han demostrado que las semillas almacenadas por largo tiempo tienden a perder gran parte de su contenido de DMT y 5-MeO-DMT, mientras que la bufotenina permanece estable, siendo el único alcaloide detectable tras años de conservación. Curiosamente, análisis químicos han revelado que algunas muestras silvestres contienen pequeñas trazas de beta-carbolinas —compuestos inhibidores de la monoamino oxidasa— lo que ha llevado a especulaciones sobre una posible sinergia natural entre sus componentes psicoactivos.

## Taxonomía
Anadenanthera peregrina fue descrita por (Vell.) Brenan y publicado en Kew Bulletin 10(2): 182. 1955.
Variedades

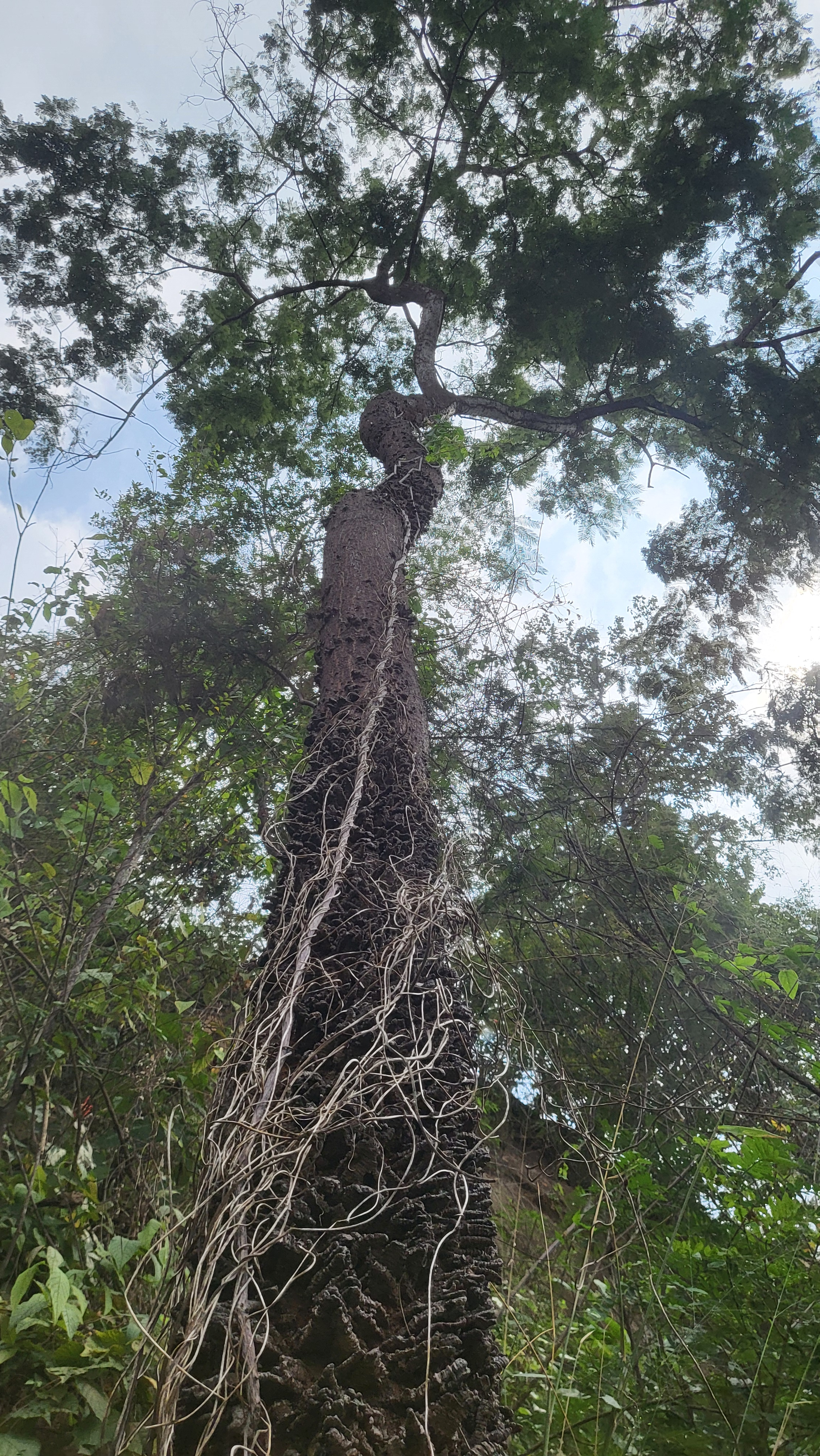
Anadenanthera peregrina

- Anadenanthera peregrina var. falcata
- Anadenanthera peregrina var. peregrina

Sinonimia
- Acacia microphylla  (Willd.)
- Acacia peregrina  (L.) (Willd.)
- Inga niopo  (Willd.)
- Mimosa acacioides  (Benth.)
- Mimosa niopo  (Willd.)
- Mimosa parviflora  (Poiret)
- Mimosa peregrina L.
- Niopa peregrina (L.) Britton & Rose
- Piptadenia niopo  (Willd.)
- Piptadenia peregrina  (L.)[18]
- Acacia colubrina Mart.
- Acacia grata Willd.
- Mimosa grata (Willd.) Poir.
- Piptadenia grata (Willd.) J.F.Macbr.[19]